# Скопакова къща
Скопаковата къща (на македонска литературна норма: Скопакова куќа) е възрожденска къща в град Охрид, Северна Македония. Сградата е обявена за значимо културно наследство на Република Македония.

## История
Къщата е разположена във Вароша, на улица „Цар Самуил“ № 40. Част е от комплекса болнички къщи и е точно срещу „Света Богородица Болничка“. Изградена е във втората половина на XVIII век. Принадлежала е на семейство Скопаковци. Поп Никола Скопаков се споменава като виден охридски гражданин около 1750 година. В XIX век собственици на къщата са видните охридски просветни дейци Яким и Миле Скопакови, учителката Елена Скопакова, чийто съпруг Коста Дедов (Косте Дедо) имал чехларска работилница в приземието. Приземието функционира като чехларска работилница до Втората световна война, когато е превърнато в кухня с трапезария.
При митрополит Синесий Охридски (1890 - 1891) сградата е митрополитско седалище. По-късно женското учителско дружество „Успение Богородично“ организира в къщата болница за ранени и болни български четници.
Поради невъзможност да се поддържа паянтовата конструкция, в 2009 година къщата е разрушена и обновена идентично фасадно със съвременни материали.

## Архитектура
Къщата е имала каменно приземие и два етажа с паянтова конструкция. На първия етаж има приемна стая, по-рано зимна кухня, а на втория има жилищни помещения. Вторият етаж е еркерно издаден, подпрян с коси дървени греди. Покривът е бил с дървена конструкция и със стари турски керемиди. Къщата е отличен пример за максимално използване на ограниченото порстранство.